# قانون أورنمو

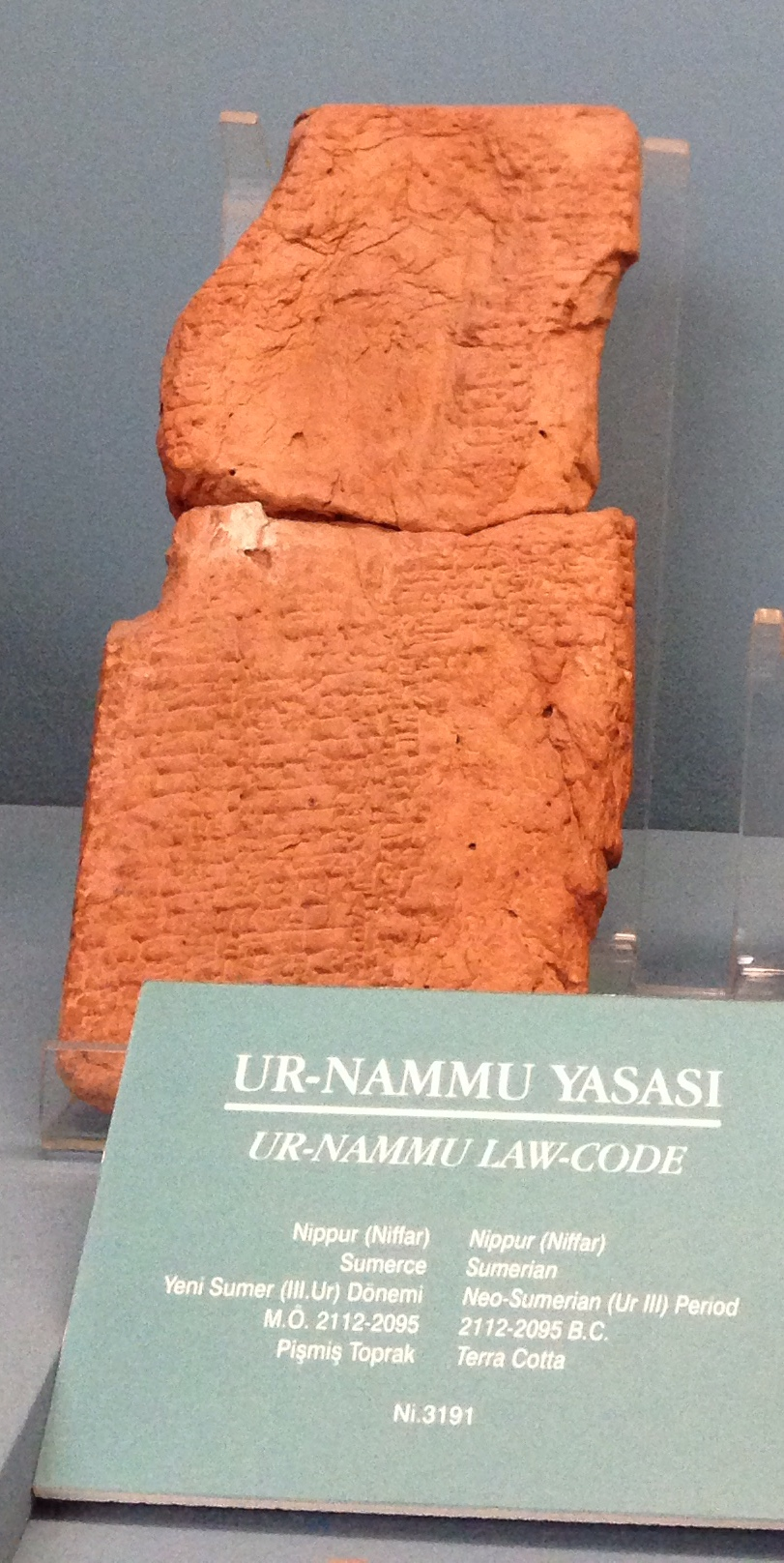
أول نسخة معروفة من القانون في مكانها الحالي

قانون أورنمو هو أقدم قانون مكتشف حتى الآن، وقد سبق قانون حمورابي بثلاثة قرون، حيث عثر على قسم من الألواح التي تضمنت هذا القانون في مدينة نفر والقسم الآخر منها في مدينة أور، وقد كتب باللغة السومرية، ويقدر تاريخه بحوالي 2100-2050 ق. ح. ع.

## الإكتشاف

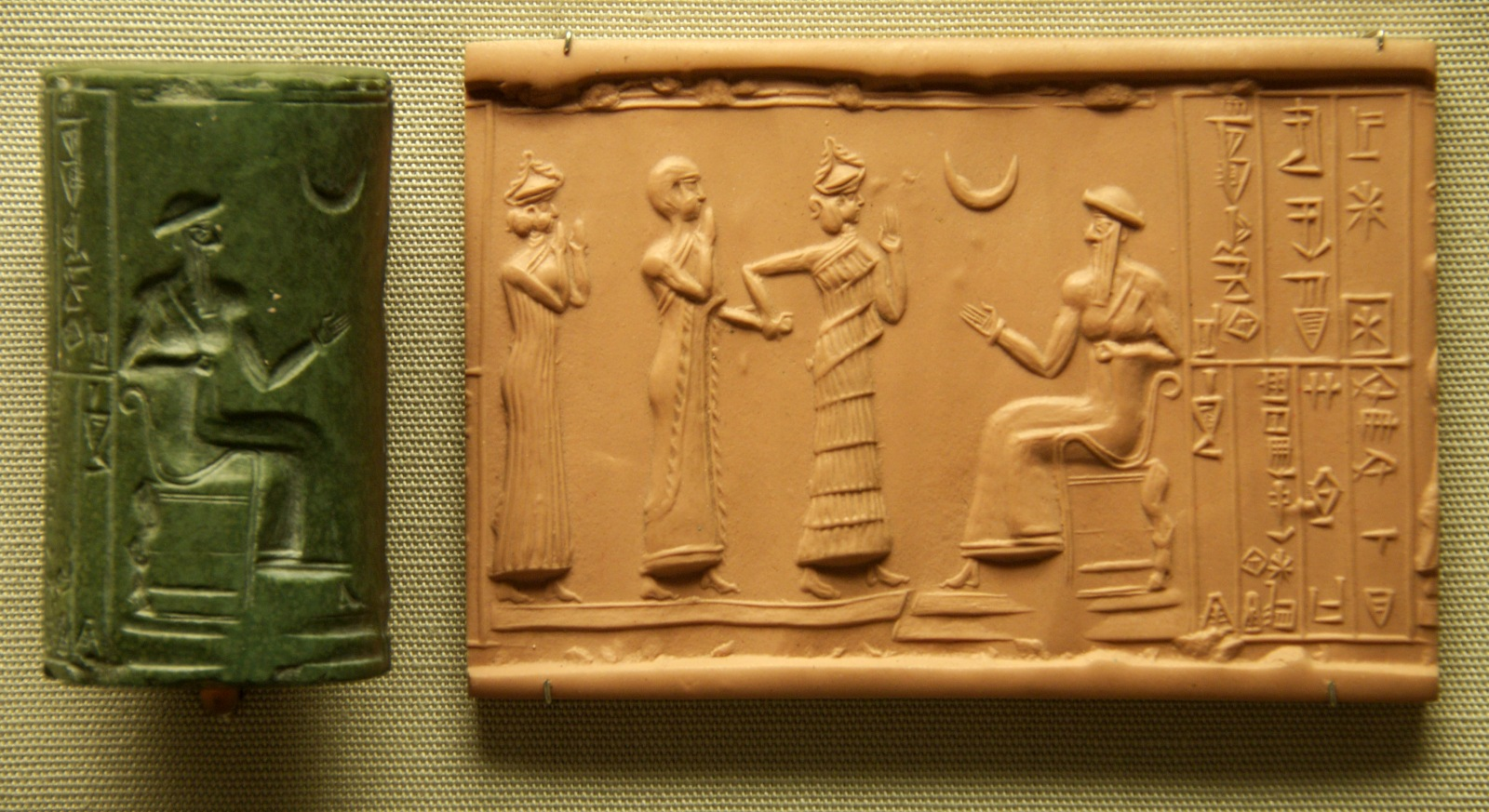
الختم الأسطواني السومري للملك أور نمو

اكتشفت أول نسخة من القانون على شكل جزئين وجدا في نفر، وقد قام صموئيل كريمر بترجمتها عام 1952، وهي محفوظة اليوم في متحف إسطنبول الأثري، وبسبب حالة الحفظ فإن المقدمة وخمسة قوانين فقط كانت قابلة للتمييز. وقد لاحظ كريمر أن الحظ قد لعب دوره في هذا الاكتشاف.
ثم اكتشفت ألواح أخرى في أور، وقد تمت ترجمتها عام 1965 مما سمح بإعادة صياغة حوالي 30 قانون من أصل 57. ثم وجدت نسخة أخرى في سيبار فيها القليل من الاختلافات.

## أور نمو
أور نمو هو مؤسس أسرة أور الثالثة (عصر الانبعاث السومري)، وقد استمر حكم هذا الملك سبعة عشر عاماً من الفترة ما بين (2112 إلى 2095 ق.م).
تمكن أورنمو من حكم سلالة أور الثالثة بعد القضاء على (أوتو – حيجال) – يعني اسمه محارب الإلهة نمو – واستطاع إخضاع الكثير من المدن السومرية والأكدية، فلقبوا أنفسهم بلقب (ملك سومر وأكد) و(ملك الجهات الأربعة)، وإن ظل الأخير شرفياً، وليس فعلياً على الرغم من جهودهم في سبيل توسيع حدودهم، واعتراف أشور في الشمال بنفوذهم، كما أقام أهل مملكة اشنونا معبداً في مدينتهم نسبوه لملك أور (شو – سن). قام أورنمو في السنوات الأولى من حكمه ببسط سيطرته على جنوب بلاد النهرين، وأعاد العلاقات التجارية مع مجان (عمان) عبر الخليج العربي. وهكذا حكم أورنمو مدينة أور وإريدو والوركاء وأقام عدة مبانٍ في نيبور ولارسا وكيش، ولا يوجد دليل واضح على أنه شن حرباً ضد جيرانه، ويبدو أنه استقطبهم بالوسائل الدبلوماسية. وأهتم أورنمو بالعاصمة أور وأقام المعابد فيها وعلى وجه الخصوص معبد الإله (ننا = سن) وزوجته (نينجال)، كما اقترن اسمه ببناء الزقورات، إضافة إلى اهتمامه في إعادة بناء ما تهدم من معابد الآلهة الأخرى. وانصب اهتمامه على شق القنوات. كما سنّ التشريعات أو ما يعرف بإصلاحات أورنمو، والتي اعتمدت على مبدأ التعويض وليس القصاص وعلى وجه الخصوص على الجروح التي لا تفضي إلى الموت. كما سعى إلى توحيد المكاييل والأوزان، رغبة في تخليص المواطنين ممن يستغلون ماشيتهم وأغنامهم.
وفي النهاية فقد تعددت أنشطة الملك أورنمو في شتى المجالات، وقد ترك عدة لوحات منحوتة من الحجر تظهر الملك بانياً للمعابد. وقد وصل فن النحت إلى مستوى جيد من التنفيذ التقني، غير أنه افتقر إلى التنوع إذا ما قورن بالنحت في العصر الأكدي. وفي مجال الأدب فقد أوجد أورنمو وخلفاؤه صدى كبير في الأدب، وكان من إنتاجه الأدبي (رحلة أورنمو إلى العالم الأسفل)، وهو نص أدبي يصف دخول الحاكم المتوفى إلى العالم الأسفل، ويوصف فيه بأنه أخو جلجامش، الذي يطيب خاطره مع آلهة ذلك العالم بالهدايا. وأخيراً فقد مات أورنمو في معركة لا توجد عنها معلومات، حيث يذكر نص أحد الألواح أن هذا الملك «نبذ في ميدان المعركة مثل قارب محطم» مما يشير إلى مصرعه.

## مواد قانون أورنمو
أما عن مقدمة قانون أورنمو فتحتوي على ما قدمه الملك من قرابين إلى إله المدينة وتضمن نظرية التفويض الإلهي وهي أن الإله اختار وفوض أورنمو ليمثله في الأرض وأشادت بمنجزات الملك وإقامة العدل في البلاد والقضاء على الفساد الاقتصادي الذي كان يتمثل في تعرض الحقول والتجارة البحرية ورعاة المواشي والثيران والأغنام للسرقة. واستطاع الملك أن يحقق العدل والحرية في بلاد سومر وأكد أن اليتيم لم يعد يسلم إلى الرجل الغني ولم يعد الرجل ذو الشيقل يسلم إلى الرجل ذي المنا، وأنشأ الملك نظام لتثبيت المكاييل والموازين. أما مواد قانون أورنمو فهي 31 مادة لم يصلنا إلا القليل منها حيث جزءًا كبيرًا من الألواح التي كتب عليها جائنا متآكل وممسوح، ومن القدر القليل الذي تم التعرف عليه كان يعالج في مسائل قانونية، من أمثلة المواد التي تم التعرف عليها:
← المواد من 4 إلى 12، كانت تعالج مسائل الأحوال الشخصية كالطلاق والخيانة الزوجية والخطوبة
→ تنص المادة الرابعة على حق الزوج في قتل زوجته الزانية وإطلاق سراح الرجل الذي ارتكب معها الزنا
→ المادة الخامسة تتعلق بحالة اغتصاب رجل لأمة بكر وكانت العقوبة هي تعويض مالك الأمة بخمس شيقلات من الفضة
→ المواد السادسة والسابعة والثامنة كانت تحدد شروط الطلاق
→ المادة الحادية عشر تناولت اتهام شخص لأي من الزوجين بالخيانة الزوجية ووسيلة إثبات ذلك الاتهام وكذلك عقوبة الاتهام الكاذب
→ تناولت المادة الثانية عشرة حق الخاطب الذي تقدم بهدايا إلى خطيبته ووالدها وعدل الأخير عن الخطبة وقام بتزويجها إلى شخص آخر فكان للخطيب الأول الحق في تعويض يقدر بضعف ما قد دفعه من هدايا.
← المادتان الثالثة عشر والرابعة عشر تناولتا مسألة هروب الرقيق
← المواد من 13 إلى 23 تناولت حالات إيذاء الأشخاص الاعتيادين أو الرقيق وحالات اعتداء الرقيق على أسيادهم
← عالجت المادتين الخامسة والعشرون والسادسة والعشرون موضوع شهادة الزور، بالنص على عقوبة توقع على شاهد الزور وهي تغريمه خمسة عشرة شيقلا من الفضة أما إذا أدلى الشخص في قضية ورفض أن يؤدي اليمين على هذه الشهادة التزم بدفع غرامة تساوي قيمة الحق المتنازع عليه.
← أما بقية المواد فكانت تتعلق بموضوعات الاعتداء على الأراضي الزراعية وبعض الأمور المتعلقة بالزراعة.